# Humanae salutis
Humanae salutis je papeška bula, ki jo je napisal papež Janez XXIII. 25. decembra 1961.
S to bulo je papež sklical drugi vatikanski koncil.